# Follo
Follo er en af tre regioner i det   Akershus fylke. Follo er området, som ligger mellem Oslo og Østfold, og det har lidt over 118.000 indbyggere, som er fordelt på ca. 819 km². Regionen består af de syv kommuner Nesodden, Frogn, Oppegård, Ski, Vestby, Ås og de sydlige dele (Dalefjeringen og Ytre) af Enebakk.

## Geografi
Regionscenteret i Follo er Ski, som også er den største by. Kommunerne Nesodden, Oppegård, Ås, Frogn og Vestby har mere eller mindre kystlinje langs Oslofjorden på strækningen mellem Oslo og Moss. Langs denne kystlinje ligger flere af Follos byområder som Nesoddetangen, Drøbak og Son. Der er flere badestrande, som bruges hyppigt om sommeren.
Follo består af et retsområde, Follo tingrett.
Antallet af kommuner i Follo er gået op og ned gennem årene. I 1837 fandtes der 8 kommuner i regionen, som toppede med 11 i 1930.

## Medier
Den dominerende avis i Foll er Østlandets Blad, som dækker hovedparten af Follo og har sine lokaler i Ski. Akershus Amtstidende er en anden avis, som dækker Frogn og Nesodden. Ellers kan Follo-folk se på lokal-tv-stationen TVFollo.

## Trafik
Flere af Oslos store ind- og udfartsveje går gennem Follo. Både E18 og E6 går gennem regionen. Europavejene krydser hinanden i Vinterbrokrydset i Ås kommune. E18 fortsætter østover mod Indre Østfold og Sverige, mens E6 går sydpå mod Østfold-byerne Moss, Fredrikstad, Sarpsborg og Halden, og videre ind i Sverige. 
Østfoldbanen hedder jernbanen, som går gennem Follo, og den er et meget vigtigt transportmiddel for indbyggerne i regionen, hvoraf mange pendler til Oslo. Østfoldbanen deler sig i en østre og en vestre linje i Ski. Den østre linje går til Sarpsborg via Mysen, mens den vestre går til Sarpsborg via Moss, hvor den slås sammen med den østre.